# Касаткіна Віра Іванівна
Віра Іванівна Касаткіна (нар. 2 жовтня 1925, м. Саратов) — український економіст, професор.

## Біографія
В. І. Касаткіна народилася  2 жовтня 1925 року в Саратові (РРФСР).
У 1948 році закінчила Ленінградський державний університет. Навчалася  в аспірантурі.
В 1951—1953 роках працювала в Саратовському університеті.
У 1953—1970 роках викладала політичну економію в  Одеському державному педагогічному інституті імені К. Д. Ушинського.
З 1970 року працювала на кафедрі політичної економії Одеського інституту  народного господарства.
У 1980 році захистила дисертацію «Суспільна форма праці та продукту при соціалізмі (питання теорії і методології)» і здобула науковий ступінь доктора економічних наук. В 1983 році  присвоєно вчене звання професора.
В 1980—1998 роках обіймала посаду професора кафедри загальної економічної теорії Одеського державного економічного  університету.

## Наукова діяльність
Наукові дослідження присвячені проблемам методології аналізу економічних відносин, міжнародних валютних, кредитних, фінансових відносин та менеджменту.

#### Праці
- Социалистическая собственность при переходе к коммунизму / А. К. Покрытан, В. И. Касаткина, В. Н. Мазур. — М.: Мысль, 1964. — 152 с.
- Общественная форма труда и продукта при социализме (вопросы методологи)/ В. И. Касаткина. — К.: Вища школа, 1979. — 188 с.
- Эволюция маржиналистских концепций  на современном этапе/ В. И. Касаткина, Ю. Г. Козак // Вопросы политэкономии. — К., 1983. — Вып. 170. — С. 60—66.